# Ladigin
Ladigin je priimek več oseb:
- Ivan Ivanovič Ladigin, sovjetski general
- Nikolaj Ladigin, ukrajinski hokejist